# Zaiacikivka, Hrîstînivka
Zaiacikivka (în ucraineană Заячківка) este o comună în raionul Hrîstînivka, regiunea Cerkasî, Ucraina, formată numai din satul de reședință.

## Demografie
Componența lingvistică a comunei Zaiacikivka
     Ucraineană (96,54%)
     Rusă (2,68%)
     Alte limbi (0,63%)
Conform recensământului din 2001, majoritatea populației comunei Zaiacikivka era vorbitoare de ucraineană (96,54%), existând în minoritate și vorbitori de rusă (2,68%).